# East Naples
East Naples est une communauté non incorporée, siège du comté de Collier, située en Floride, aux États-Unis.